# دی‌ایزوپروپیل آزودی‌کربوکسیلات
دی‌ایزوپروپیل آزودی‌کربوکسیلات (به انگلیسی: Diisopropyl azodicarboxylate) یک ترکیب شیمیایی با شناسه پاب‌کم ۵۳۶۳۱۴۶ است. 